# 古今亭雛菊
古今亭 雛菊 （ここんてい ひなぎく、1994年5月21日 - ）は、日本の落語家。落語協会所属。本名∶林 結里花。出囃子は『証城寺の狸囃子』、紋は『裏梅』。

## 来歴
長野県諏訪市出身。駒澤大学仏教学部卒業。大学時代は落語研究会に所属し「味覚亭四葉」という名で活動。落研の2学年上に春風亭昇輔がいる。
2017年4月1日、古今亭菊之丞に入門。2018年3月21日、前座となり、前座名「まめ菊」。
2022年5月21日、入船亭扇太、柳家小ふねと共に二ツ目に昇進し、「雛菊」と改名。コロナ禍の影響で前座修行の期間が通常より長くなったが、昇進が誕生日と重なり二重の喜びとなった。
2022年9月より、地元長野県諏訪市のケーブルテレビLCVにてレポーターを務めている。

## 芸歴
- 2017年4月 - 古今亭菊之丞に入門。
- 2018年3月 - 前座となる、前座名「まめ菊」。
- 2022年5月 - 二ツ目昇進、「雛菊」と改名。

## 逸話
前座入りたての頃、カンジヤマ・マイムのマイム体操を見ながら一緒に踊っていたら当時立前座の金原亭駒六から『マイム体操禁止！』と怒られた。
アイドルが好きで日向坂46のファンである。推しメンは東村芽依。
大の巨人ファンで、1人で野球観戦に行くこともある。
その他にもウマ娘や、SixTONESの田中樹のファンを公言している。
2歳年上の姉がいて、スケジュールやSNS管理をしてもらっている。
姉はマネージャーの役割をしてくれていて、通称「あねぎく」。
姉は勝手に非公認グッズを作ったり、「妹は世界一可愛い」と度々SNSで呟くなど、大変に雛菊を溺愛している。
甥が2人(どちらも姉の子供)がいて、度々本人のSNSに登場する。
テレ朝動画「WAGEI」での共演がきっかけでAKB48(当時)の武藤十夢とLINE交換をする。ちなみに雛菊と武藤は同年齢。
五街道雲助とは昼飲み仲間である。
手芸が得意で、自身の手拭いを使ったオリジナルグッズを販売している。
「落語界の広瀬アリス」を自称している。ただし共通しているのは汗っかきという要素のみ。

## 出演
- 笑点特大号「超若手大喜利」（2023年10月24日、BS日テレ）